# Tsects Chasma
Lo Tsects Chasma è una struttura geologica della superficie di Venere.